# 大逃亡
『大逃亡』（だいとうぼう）は和田慎二による日本の漫画作品。

## 概要
1974年集英社『別冊マーガレット』1月号・2月号に掲載された。単行本は「マーガレット・コミックス」（集英社）より全1巻、「STコミックス」（大都社）より全1巻、2016年7月15日に発売された書籍扱いコミックス『和田慎二傑作選　亜里沙とマリア』（秋田書店）に収録された。
著者・和田慎二によると、作品の時系列は『大逃亡』→『超少女明日香（学校編・明日香引き取り時の回想）』→『スケバン刑事』→『超少女明日香（学校編・本編）』である。
『スケバン刑事』の作中で沼重三が男子生徒殺害の濡れ衣を着せられた際、麻宮サキに一連の話を語って聞かせるシーンがある。また、『超少女明日香（学校編）』では、「教育次第で人は変わるということを思い知らされた事件がある」「顔の痣はその名残」と回想している。順番に関しては、『超少女明日香（学校編）』のあとがきに明記している。
著者曰く「スケバン刑事の原型」である。1度は悪の道に足を踏み入れたヒロインが更生して悪党を倒すというニュアンスの物語をまだ形にならない段階で模索していた。因みに、万里亜が律子救出に赴く姿を〈エコと兄貴さま〉シリーズの主人公「エコ」中山映子と彼女に「兄貴さま」と呼ばれる岩田慎二が目撃するという形で2人はカメオ出演した。その際、岩田は「天使の戦士（エンジェル・ソルジャー）」みたいだと万里亜を評した。
作中で、万里亜は雑誌掲載士やマーガレット・コミックス及びSTコミックスでは最初は「万理亜」となっていたが、傑作選では「万里亜」に統一された。また、ティムは聖職者には違いないのだが、神父だったり、牧師だったりと食い違っており、傑作選においても統一されなかった。

## あらすじ
江木万里亜は両親を失い「江木老」と呼ばれる祖父から成人後に遺産を相続することになっているが、後見人を自称する叔母・紫戸まさとその息子・一郎及び娘・節子の一家が乗り込んできたため、虐待に耐えながらも健気に生きていた。だが、銀行家の息子である恋人・荻圭一がプロポーズに訪れる日、従兄・一郎にレイプされそうになった万里亜はとっさに彼を刺してしまい、叔母に加担する弁護士・今井の工作により少年院に放り込まれてしまった。祖父の遺言でマリアのものとなる筈の莫大な遺産を狙った叔母一家の企みだった。少年院でも娑婆っ気が抜けないから目障りだと執拗ないじめに遭い万里亜は食事を盗られ、無理やり左肩に黒い薔薇の刺青まで入れられる。しかし、大人しく素直なままで生き残れるほど世界は甘くないと思い知った彼女は次第に頭角を現し、少年院のボス「黒バラのマリア」として恐れられるほどになる。２年後、遂に万里亜は仲間と共に脱走を試みる。保護司・沼重三（後の『スケバン刑事』の熱血教師）に硫酸の瓶を投げつけて顔の左半分に大火傷を負わせてまで。
脱走した万里亜はさっそく圭一の元に向かうが、彼は万里亜を陥れた従姉・紫戸節子と婚約していた。ショックを受けて絶望のどん底に突き落とされた万里亜は陥れられるのは真っ平だと悪そのものになる決心をする。一方、叔母一家は遺言を書き換えるために祖父の実印を探していたが、叔母の強欲さを嫌った「江木老」により万里亜が受け継いだ千鳥菱の紋の小柄（小刀）に実印は隠されており、それは競りにかけた小長井古美術店の店頭で見かけた万里亜の手に再び戻っていた。しかし、当の万里亜は知る由もなかった。執拗な追跡の手を避けて山に逃げた万里亜は孤児を引き取って世話している教会に辿り着き、ローレンス・タルボット神父とティムの機転によって沼の手を逃れることが出来た。子供らに「マリア・ママ」と慕われるもマリア像を倒壊させて教会を去る万里亜だったが、周囲に心を閉ざす少女・早瀬律子が雨が強まる中を追いかけてきて嫌々一緒に行くことを余儀なくされる。しかし、雨に打たれて熱を出した律子を抱えて途方に暮れる万里亜を長距離トラックの運転手・猪熊とその相棒が助ける。酒に溺れる日々の中で万里亜と律子くらいの年齢の2人の娘がコツコツと貯めた貯金通帳を置いて出て行ってしまってから猪熊は寂しくて堪らなかったが、ふと「他人に親切にしたら、その分だけ思う人が幸福になる。」と聞いてその言葉を実践して僅かな慰めとしていることを聞き、万里亜は律子を連れて教会に戻るのだった。一方、万里亜を発見するも嘗て養育してくれた恩師タルボット神父に叱責された沼は足を滑らせて崖から転落、一命は取り留めるも記憶喪失になってしまった。
5年後、万里亜は律子にスーパーで働く同僚でもある恋人・飯田正を紹介されるが、自身のように裏切られ傷つくことを危惧する。しかし、幼い少年を救ったお礼として母親である飯田社長にパーティーに招かれる。そこで飯田社長がパーティーでの律子のエスコートを頼もうとした上の息子が正だと知り、孤児の自身では身分違いだと思い込む律子を説得して母親にも受け入れられるのだった。パーティーでティムと踊る万里亜だが、その光景を圭一と節子が目撃していた。万里亜が生きていることを知った叔母一家は、律子を人質にして万里亜を呼び出すことに成功する。丁度その頃、沼も記憶を取り戻し、万里亜の追跡を再開する。三者三様の思惑が交錯する中、恋と結婚は別だともっともらしいことを心の中で言い訳するも財産目当てに叔母一家に与して昔からの彼らの仲間かのように変貌した圭一はK町から孤児院を含めたK山を貫いて東京に至る高速道路「バードライン」の開発計画を提案して飯田社長と交渉するのだが、飯田社長はタルボット神父に育てられた孤児であり、彼にとっては些細なと吐き捨てた山の異変とタルボット神父に対する信頼により飯田社長は計画を拒絶するのだった。しかし、時既に遅く大地主である飯田社長の了承を得ずに圭一が強硬に進めていた工事の無理が祟り、自然破壊による大惨事が起きてしまう。そのさ中、圭一と叔母一家は遂に万里亜の小柄から実印を奪うが、倒壊する建物の下敷きとなって4人全員が死亡する。まさに天罰だった。監禁された律子はティムにより救助され、自らも脱出した万里亜は揺り返しで道路に生じた地割れに呑み込まれようとする沼を助けようと手を差し出したが、爆発したドラム缶の破片を受けて大怪我を負ってしまう。
数日後、愛するティムと律子に見守られながら万里亜は安らかな表情で数奇な人生に幕を下ろした。最後まで相思相愛の恋人でありながら、万里亜とティムはその想いを相手に伝えることはなかった。伝えるまでもないと絆を確信していたのか、無自覚に何かがブレーキをかけていたのかは不明である。それ以降、万里亜の墓に毎年花を供える沼の姿があった。

## 書籍情報

### コミックス
大逃亡
1974年10月20日発売 ISBN 4-08-850168-3 〈マーガレット・コミックス〉 集英社
- 大逃亡 - 1974年別冊マーガレット1月号・2月号
- バラ屋敷の謎 - 1972年別冊マーガレット12月号

大逃亡
1993年2月10日発売 ISBN 4-88653-026-5 <STコミックス〉 大都社
- 大逃亡 - 1974年別冊マーガレット1月号・2月号
- バラ屋敷の謎 - 1972年別冊マーガレット12月号
- オレンジは血の匂い - 1974年別冊マーガレット12月号
- 快盗アマリリス - 1973年別冊マーガレット11月号
- あとがき メイキング オブ「大逃亡」（描きおろし）

和田慎二傑作選　亜里沙とマリア
2016年7月15日発売 ISBN：978-4-253-10781-5
- 銀色の髪の亜里沙 - 別冊マーガレット1973年4月号・別冊マーガレット1973年5月号
- 大逃亡 - 別冊マーガレット1974年1月号・2月号
- もりそば幻想 - 和田慎二コレクション1983年
- 続もりそば幻想 - 和田慎二コレクション1983年
- 四次元コート - 和田慎二コレクション1983年